# Rupes Cauchy

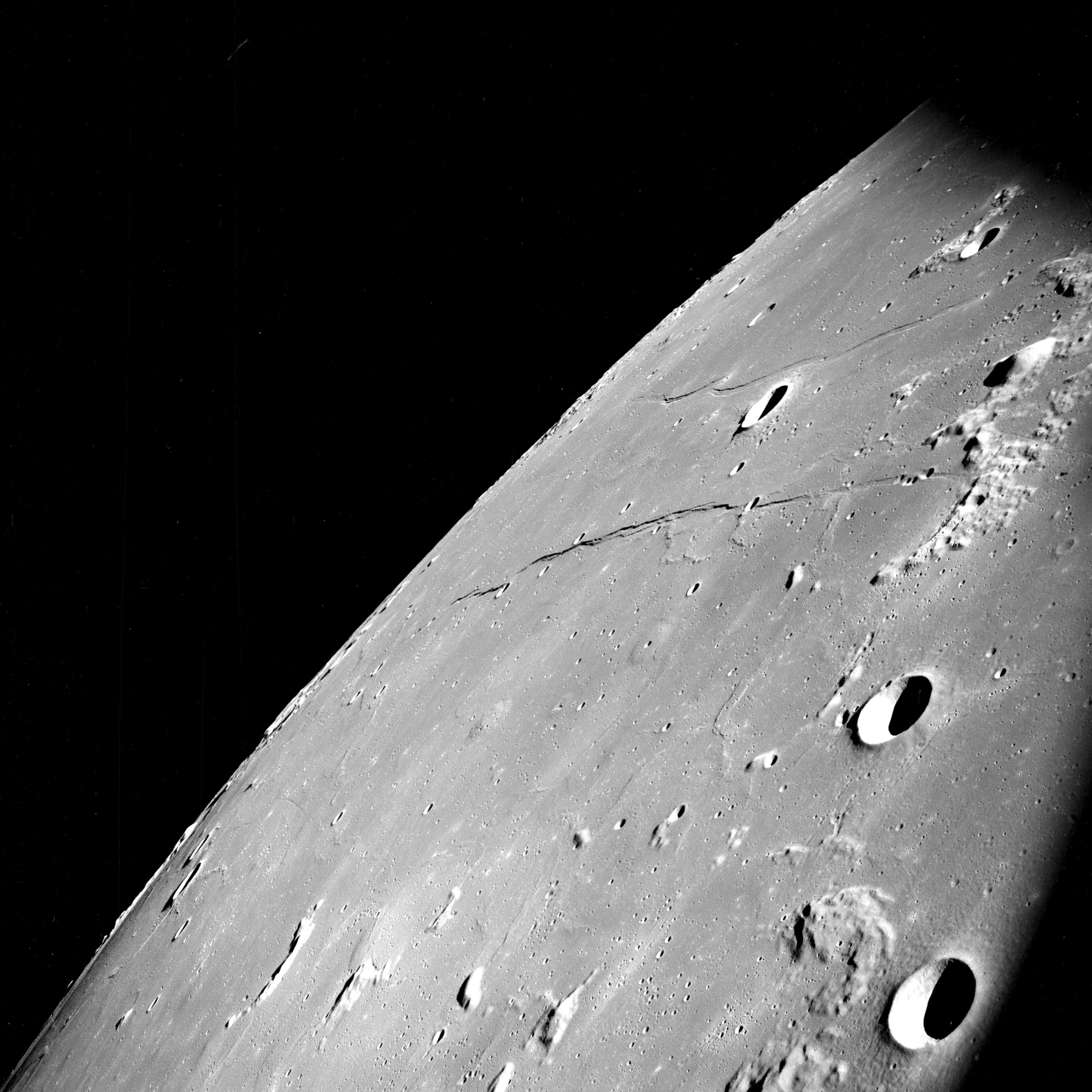
Rupes Cauchy sfotografowany w trakcie misji Apollo 8

Rupes Cauchy – uskok tektoniczny na powierzchni Księżyca  o długości około 120 km. Współrzędne selenograficzne ☾ 9,0°N 37,0°E/9,000000 37,000000. W odległości około 20 km przebiega drugi, równoległy klif, nazwany Rupes Cauchy II. Pomiędzy tymi dwoma klifami znajduje się krater Cauchy. Struktury te znajdują się na północno-wschodnim brzegu Mare Tranquillitatis (Morza Spokoju).
Nazwa klifu pochodzi od pobliskiego krateru Cauchy, który z kolei został nazwany od francuskiego matematyka Augustina Cauchy (1789-1857).